# الدوري الجنوبي لكرة القدم 1933–34
الدوري الجنوبي لكرة القدم 1933–34 (بالإنجليزية: 1933–34 Southern Football League)‏ هو موسم من الدوري الجنوبي الممتاز. فاز فيه نورويتش سيتي.